# 卅岭农场
卅岭农场是位于中华人民共和国广东省揭阳市揭东区的一个國營農場，隶属于广东省农垦集团公司揭阳分公司（揭阳农垦局）。所在区域列为揭东区的类似乡级单位。

## 行政区划
国家统计局上，卅岭农场下辖以下地区：
卅岭农场虚拟社区。